# Victor Cosson
Victor Cosson, nacido el 11 de octubre de 1915 en Lorges y fallecido el 18 de junio de 2009 en Boulogne-Billancourt, fue un antiguo ciclista francés. Fue profesional entre 1937 y 1950. Su carrera se vio interrumpida por la Segunda Guerra Mundial.

## Palmarés
1938
- 3º en el Tour de Francia

1943
- París-Camembert

## Resultados en Grandes Vueltas y Campeonato del Mundo
Durante su carrera deportiva ha conseguido los siguientes puestos en las Grandes Vueltas y en los Campeonatos del Mundo en carretera:
| Carrera         | 1937 | 1938 | 1939 | 1940 | 1941 | 1942 | 1943 | 1944 | 1945 | 1946 | 1947 | 1948 | 1949 | 1950 |
| --------------- | ---- | ---- | ---- | ---- | ---- | ---- | ---- | ---- | ---- | ---- | ---- | ---- | ---- | ---- |
| Giro de Italia  | -    | -    | -    | -    | X    | X    | X    | X    | X    | -    | -    | -    | -    | -    |
| Tour de Francia | 17º  | 3º   | 25º  | X    | X    | X    | X    | X    | X    | X    | Ab.  | -    | -    | -    |
| Vuelta a España | X    | X    | X    | X    | -    | Ab.  | X    | X    | -    | -    | -    | -    | -    | -    |
| Mundial en Ruta | -    | Ab.  | X    | X    | X    | X    | X    | X    | X    | -    | -    | -    | -    | -    |

-: No participa

Ab.: Abandono